# Чарлз Сміт (яхтсмен)
Чарлз Сміт (англ. Charles Smith, 21 жовтня 1889 — 2 січня 1969) — американський яхтсмен.
Срібний призер Олімпійських Ігор 1932 року в класі 6 метрів.